# Bataille des plates-formes pétrolières Sassan et Sirri
Guerre Iran-Irak
Batailles
- Opération Kaman 99
- Bataille de Khorramchahr
- Siège d'Abadan
- Opération Morvarid

- Bataille de Nasr
- Attaque sur H-3

- Opération Samen-ol-A'emeh
- Victoire Indéniable
- Beit ol-Moqaddas
- Ramadan

- Opération Anfal
- Valfajr 2
- Valfajr 6
- Badr
- 1re bataille d'Al Faw
- Kerbala 5 et 6
- Nasr 4

- Opération Nous nous en remettons à Dieu
- Opération Mersad

- Opération Sugar
- Opération Earnest Will
- Opération Prime Chance
- Opération Eager Glacier
- Incident de Bridgeton
- Opération Praying Mantis

- Opération Opéra (raid israélien)
- Incident de l’USS Stark
- Vol Iran Air 655

La bataille des plates-formes pétrolières Sassan et Sirri fut une bataille aéronavale livrée le 18 avril 1988 dans le golfe Persique entre l'US Navy et la Marine de la république islamique d'Iran, que les États-Unis remportèrent.

## Prélude

Carte du golfe Persique avec les emplacements des plates-formes Sassan et Sirri

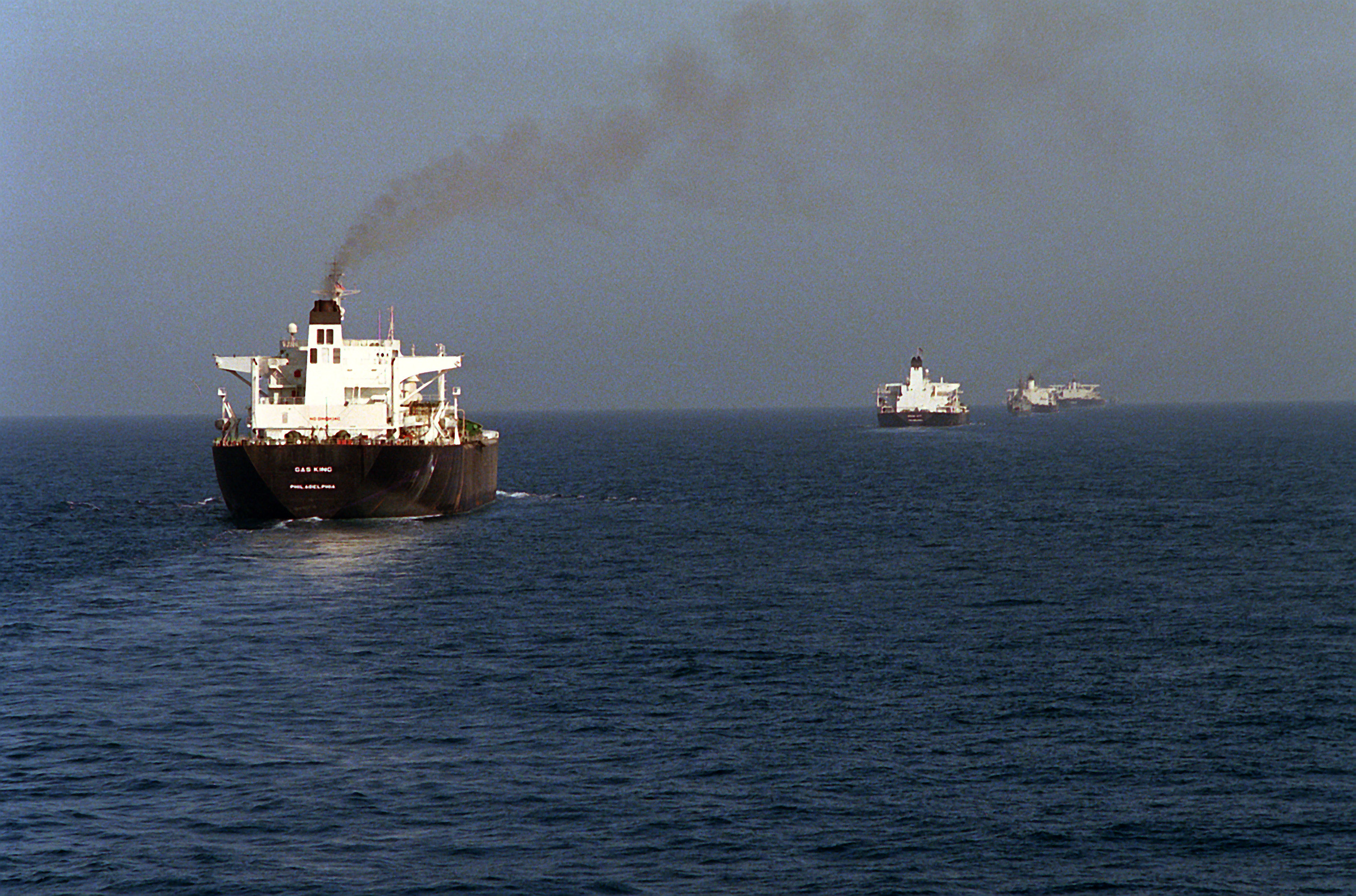
Convoi de pétroliers koweïtiens sous protection de l'US Navy en 1987 durant la guerre Iran-Irak durant l'opération Earnest Will.

Lors de la guerre Iran-Irak, les belligérants minèrent le détroit d'Ormuz et le golfe Persique et attaquèrent des centaines de navires civils, entravant la navigation des pétroliers et des navires de commerce. L'US Navy commença la conduite d'opérations dans le golfe Persique afin de protéger les navires battant pavillon américain (dont des pétroliers koweïtiens) des attaques des forces navales iraniennes dans le cadre de l'opération Earnest Will.

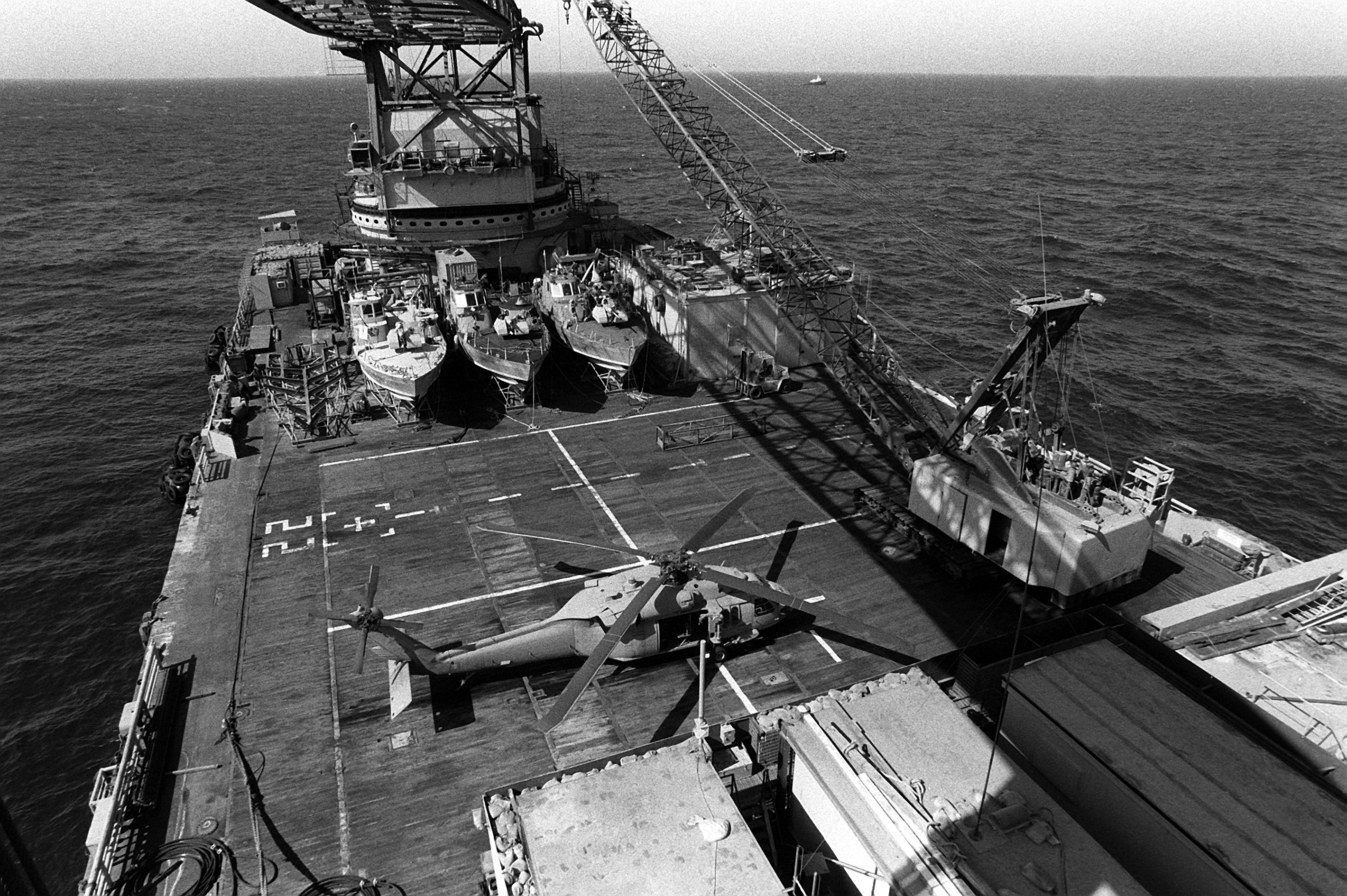
Un MH-60 Black Hawk du 160th Special Operations Aviation Regiment et des navires de patrouille Sea Spectre Mark III à bord de la barge Hercules dans le golfe Persique le 1 juin 1988.

Un plan secret fut mis en place dans le cadre Earnest Will et nommé opération Prime Chance. Les équipes 1 et 2 des SEAL ainsi que plusieurs unités des Special Boat Units et des équipes spécialisées en explosifs furent réunies sur deux barges mobiles utilisées pour l'exploitation pétrolière et louées à KBR, et furent transportées par les hélicoptères du 160th Special Operations Aviation Regiment. Au cours de l'opération, les SEAL menèrent des missions VBSS (capture de bateau) pour contrer les navires mouilleurs de mines iraniens. La prise du Iran Ajr, les preuves recueillies sur le navire par les SEAL et les techniciens en explosifs permirent plus tard à l'US Navy de retrouver l'origine des mines qui frappèrent la frégate USS Samuel B. Roberts (FFG-58) (en). Cette chaîne d'événements conduisit à l’opération Praying Mantis.

## Déroulement

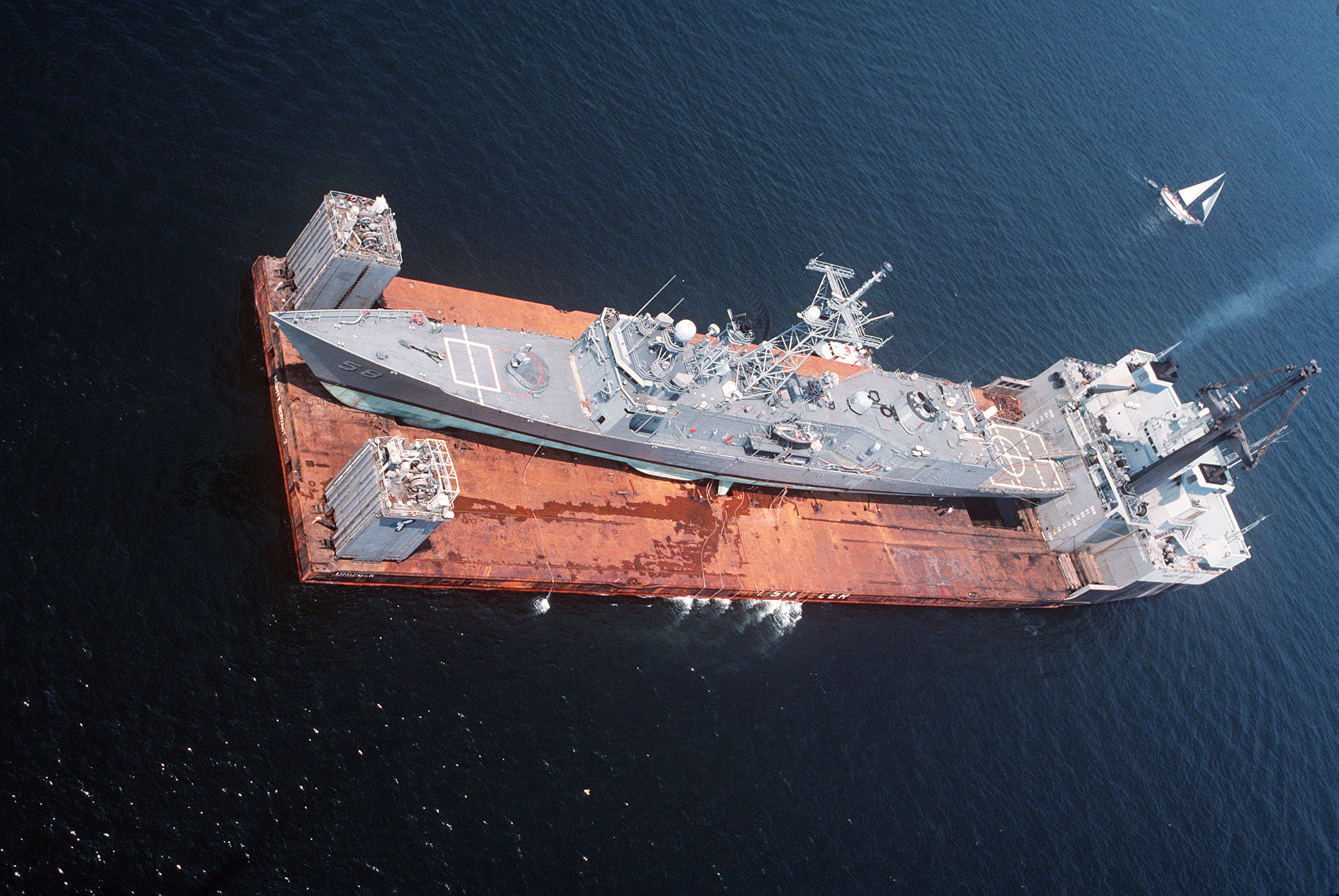
L'objet du casus-belli, la frégate USS Samuel B. Roberts en cours de rapatriement à bord du navire semi-submersible Mighty Servant 2 après avoir touché une mine iranienne.

Dans le cadre d'une opération de déminage, la frégate américaine USS Samuel B. Roberts (FFG-58) (en) de la classe Oliver Hazard Perry fut gravement endommagée le 14 avril 1988 par une mine iranienne.
Les États-Unis, qui entretenaient de très mauvaises relations avec l'Iran et soutenaient l'Irak, décidèrent de lancer une opération de représailles, dont le nom de code fut Praying Mantis (mante religieuse).
Le 18 avril, à partir de 8 h 00, plusieurs unités navales américaines, appuyées par l'aviation embarquée du porte-avions USS Enterprise (CVN-65), attaquèrent et détruisirent les plates-formes pétrolières iraniennes Sassan et Sirri, équipées entre autres de canons antiaériens. Selon le gouvernement américain, ces plates-formes étaient utilisées comme bases par les vedettes rapides iraniennes.
À 9 h 25, deux hélicoptères Boeing CH-46 Sea Knight déposent les équipes de Marines sur les plates-formes, ceux-ci récupèrent des équipements et documents.

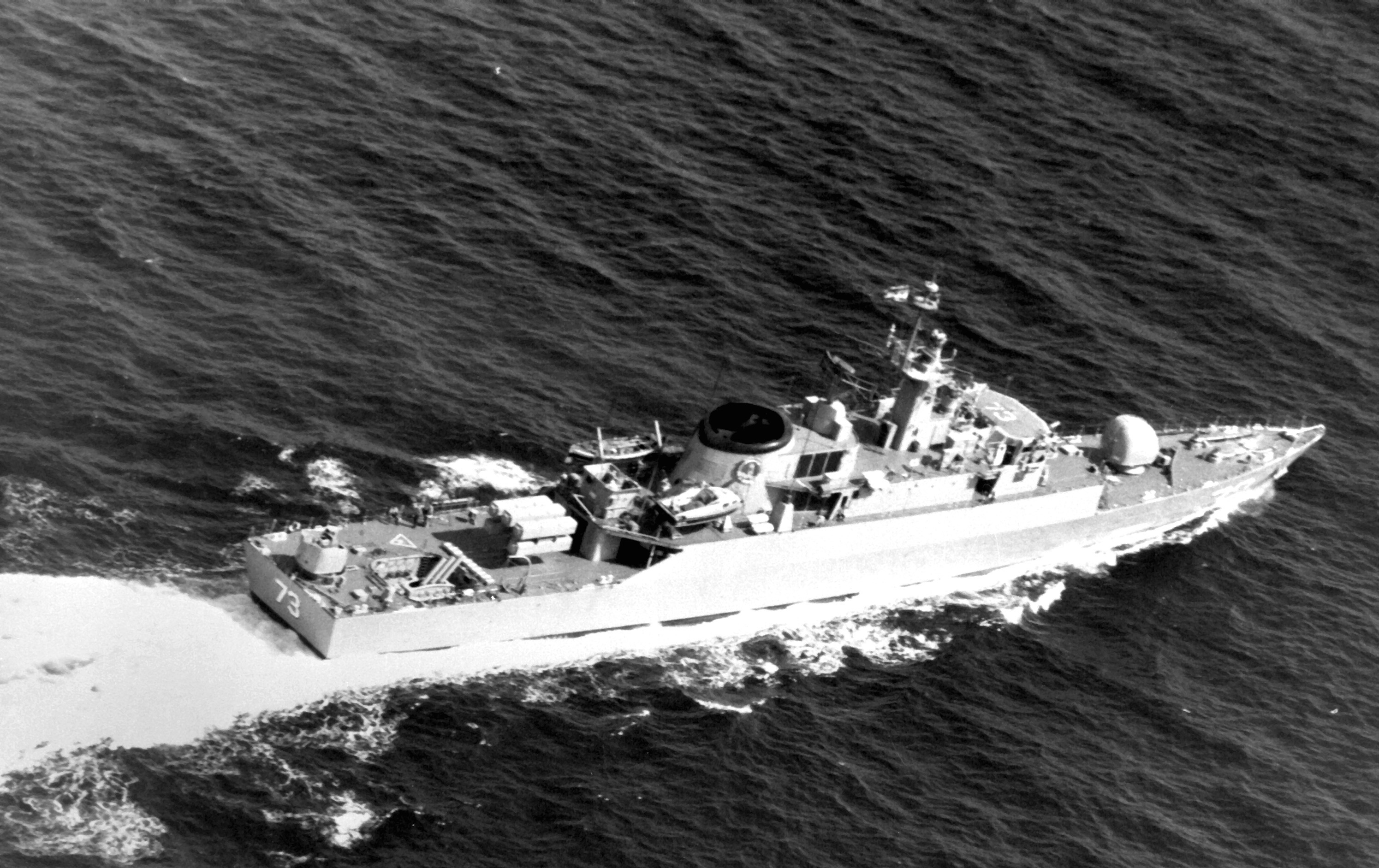
La frégate iranienne Sabalan de la classe Alvand en 1977. Signalée en réparation en 1991, elle n'a pas été vue en service depuis.

Les vedettes de la marine iranienne ainsi que des bâtiments plus importants, comme les frégates Sabalan et Sahand de type Vosper Mk5 britannique (nom local : classe Alvand), engagèrent alors quelques heures plus tard  le combat contre les Américains. Il s'ensuivit une bataille appuyée au cours de laquelle les Iraniens perdirent d'abord un patrouilleur type Combattante II (P 225 Joshan) qui, après avoir tiré soit un missile Sea Cat soit un Harpoon à 11 h 30, fut détruit par quatre missiles Standard lancés par la frégate USS Simpson (FFG-56) (en) puis un missile Harpoon tiré par le Wainwright — il s'agit du seul duel naval exclusivement à coups de missiles livré par la marine américaine —, une des cinq vedettes Boghammar (en) qui avait attaqué une barge panaméenne à 1 h 30 est coulée par des Intruder à 2 h 25 ainsi que la frégate Sahand, touchée par deux missiles AGM-84 Harpoon, deux bombes AGM-123 Skipper II (en), deux bombes à sous-munitions tirées par des avions Intruder et par un missile Harpoon lancé par le destroyer Joseph Strauss, coule à 3 h 30, tandis que la Salaban était très endommagée à 5 h 15, les responsables américains décidant de ne pas la couler. 87 militaires iraniens furent tués et plus de 300 blessés. De son côté, l'United States Navy déplorait la perte d'un hélicoptère AH-1T SeaCobra de l'USMC stationné sur le USS Trenton (LPD-14) (en), apparemment par accident, et le décès de ses deux pilotes.
Enfin, selon des sources de la Force aérienne de la République islamique d'Iran, un des deux McDonnell Douglas F-4 Phantom IIE iraniens visé par deux missiles RIM-156 standard tirés par le USS Wainwright (CG-28) (en) à 12 h 50 aurait également subi des dommages importants lorsque ceux-ci l'ont frôlé, ce F-4 ayant quand même pu rentrer à sa base en Iran,.
Cet affrontement est la plus grande bataille navale livrée par les États-Unis depuis la Seconde Guerre mondiale.

## Suites judiciaires
En 1992, l’Iran dépose une requête devant la Cour internationale de justice, demandant un milliard de dollars de dommages et intérêts aux États-Unis; suivi par ces derniers, qui réclament à leur tour des dommages et intérêts à l'Iran pour ses opérations contre le commerce pétrolier dans le Golfe Persique. Le 6 novembre 2003, chaque requête fut rejetée, la cour les estimant non fondées.

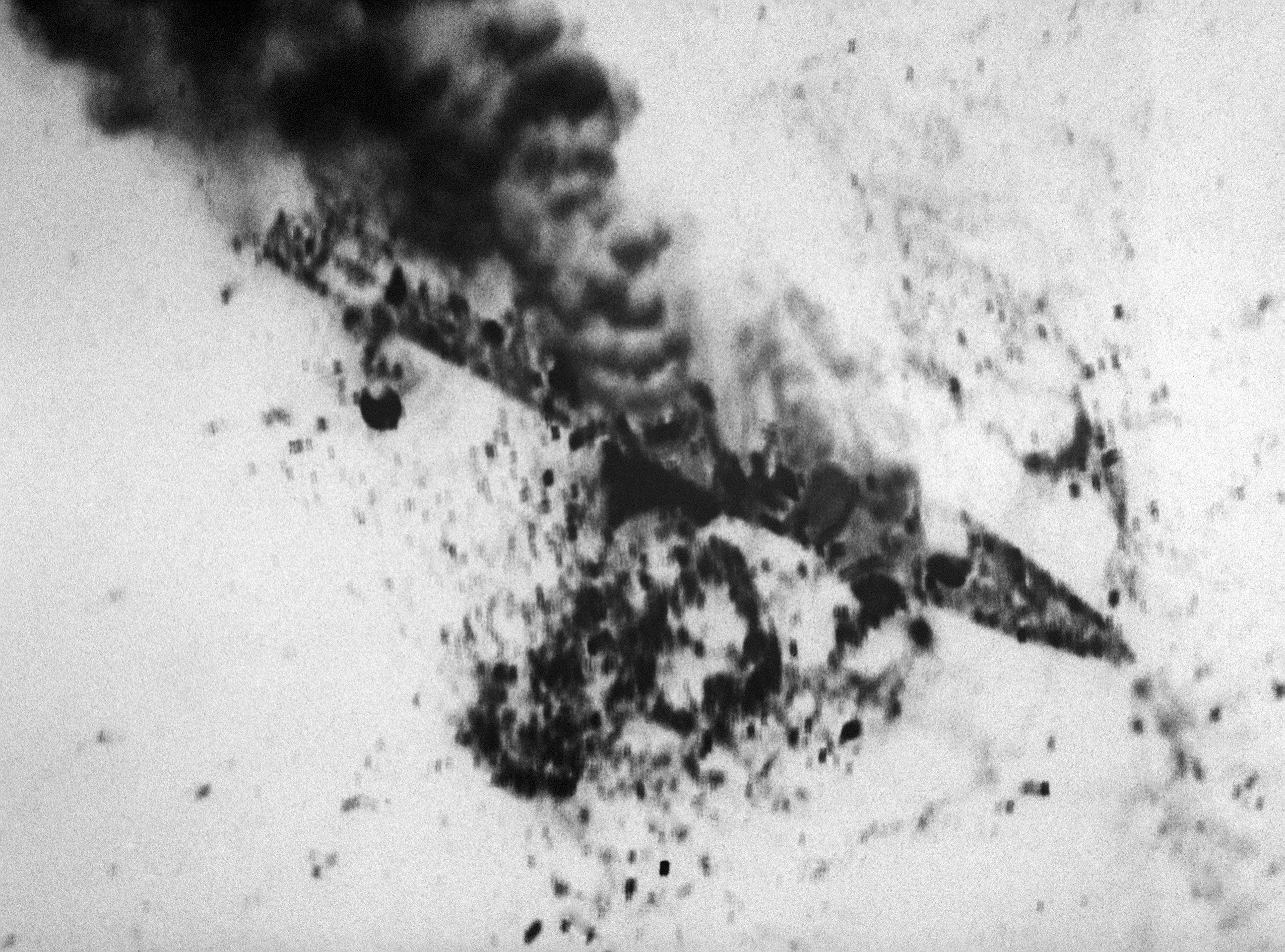
Frégate iranienne IS Sahand qui fut coulée dans la bataille.
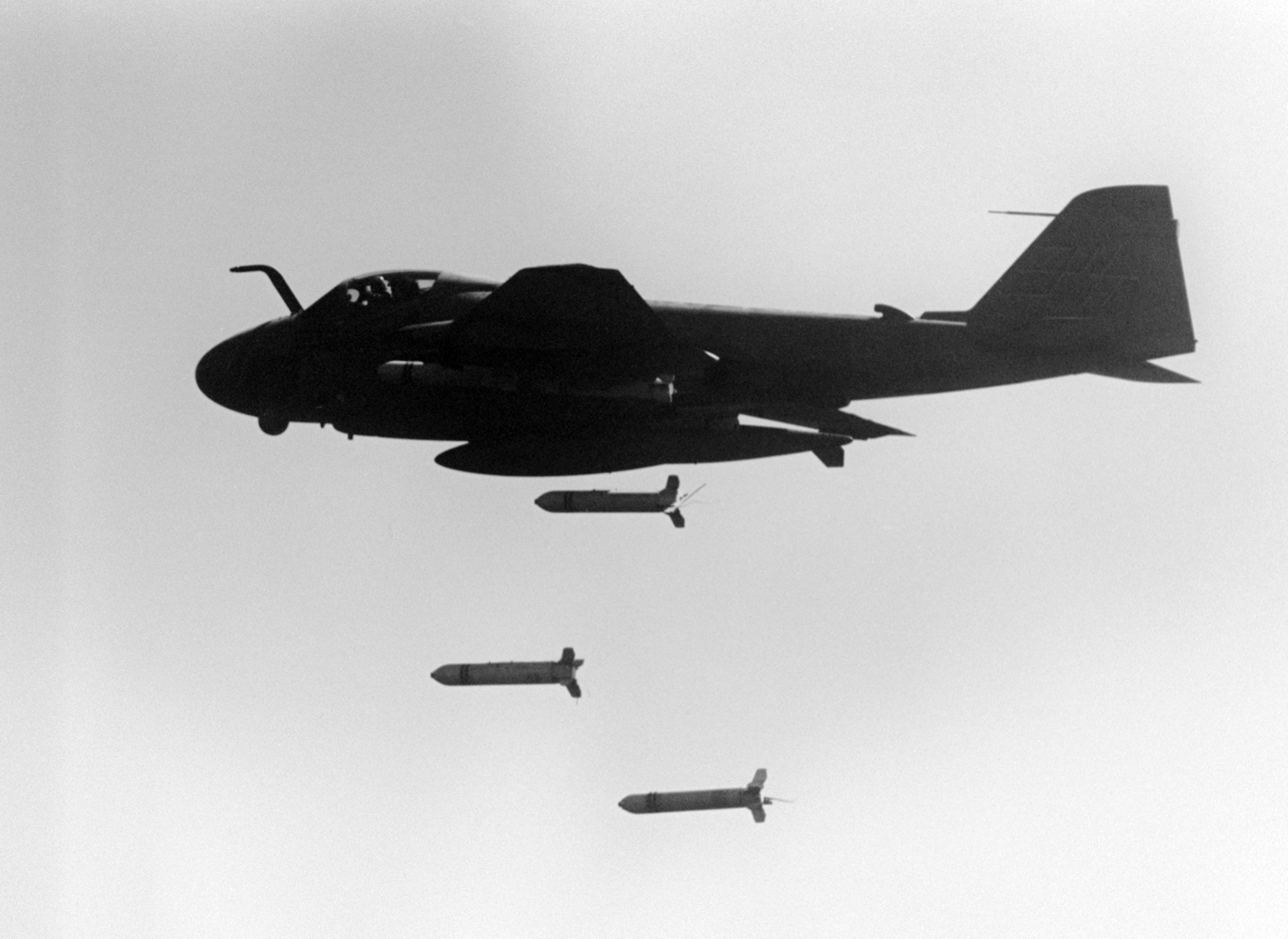
Grumman A-6 Intruder de l'escadron VA-95 Green Lizard provenant de l'Enterprise larguant des bombes à sous-munitions CBU-59 lors de l'opération Praying Mantis.
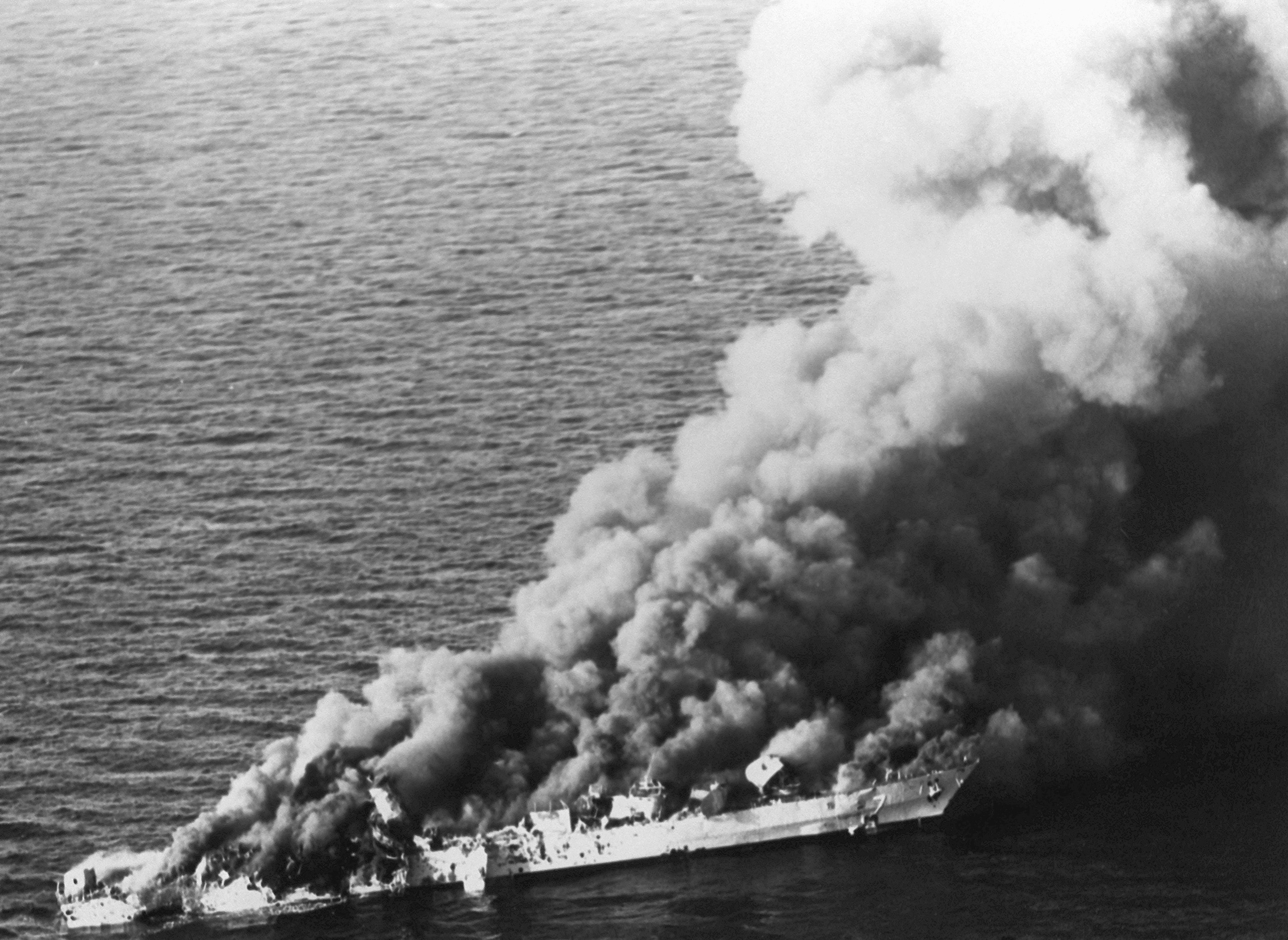
Frégate IS Sahand en flammes après avoir reçu 3 missiles antinavires AGM-84 Harpoon et 4 bombes.
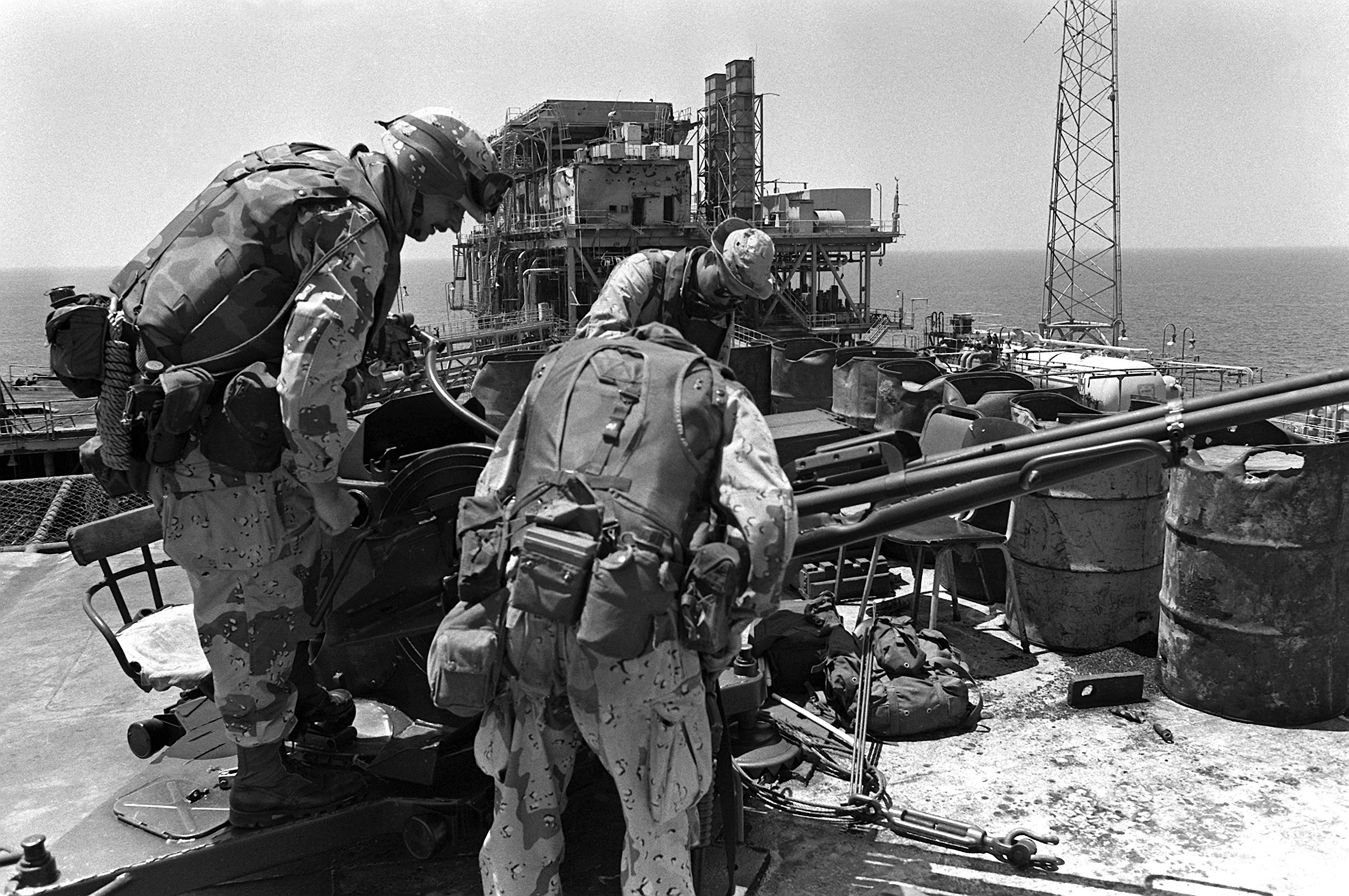
Des Marines inspectent un canon antiaérien ZU-23-2 de calibre 23 mm sur la plate-forme iranienne Sassan.

## Ordre de bataille américain
- Surface Action Group Bravo
  - USS Merrill (DD-976) (en) – destroyer de la classe Spruance
  - USS Lynde McCormick (DDG-8) (en) – destroyer lance-missiles de la classe Charles F. Adams
  - USS Trenton (LPD-14) (en) – Landing Platform Dock de la classe Austin
  - Force tactique terrestre et aérienne des Marines (MAGTF) 2-88
- Surface Action Group Charlie
  - USS Wainwright (CG-28) (en) – croiseur lance-missiles de la classe Belknap
  - USS Bagley (FF-1069) (en) – frégate de la classe Knox
  - USS Simpson (FFG-56) (en) – frégate lance-missiles de la classe Oliver Hazard Perry
  - SEAL
- Surface Action Group Delta
  - USS Jack Williams (FFG-24) (en) – frégate lance-missiles de classe Oliver Hazard Perry
  - USS O'Brien (DD-975) (en) – destroyer de la classe Spruance
  - USS Joseph Strauss (en) – destroyer lance-missiles de la classe Charles F. Adams
- Soutien aérien
  - Carrier Air Wing Eleven de l'USS Enterprise